# التلة الملكية في أمبوهيمنغا
تتألّف التلة الملكيّة في امبوهيمنغا (وتعرف أيضا بالتلة الزرقاء)، من مدينة ملكية وموقع مأتمي ملكي ومجموعة من الأماكن المقدّسة. وتحافِظ، بما أنّها تُذكّر بشعور الانتماء الوطني، على الجو الروحي وعلى طابعها المقدَّس في الممارسة وفي ذهنيّة الشعب منذ 500 عام تقريبًا. وهي لا تزال مكانًا للعبادة وللحج .
وتقع حوالي 15 كم من وسط انتاناناريفو.على هذا التل تم بناء المدينة القديمة، مهد مملكة ميرينا، والتي تشمل المدينة المقدسة.

## معرض الصور

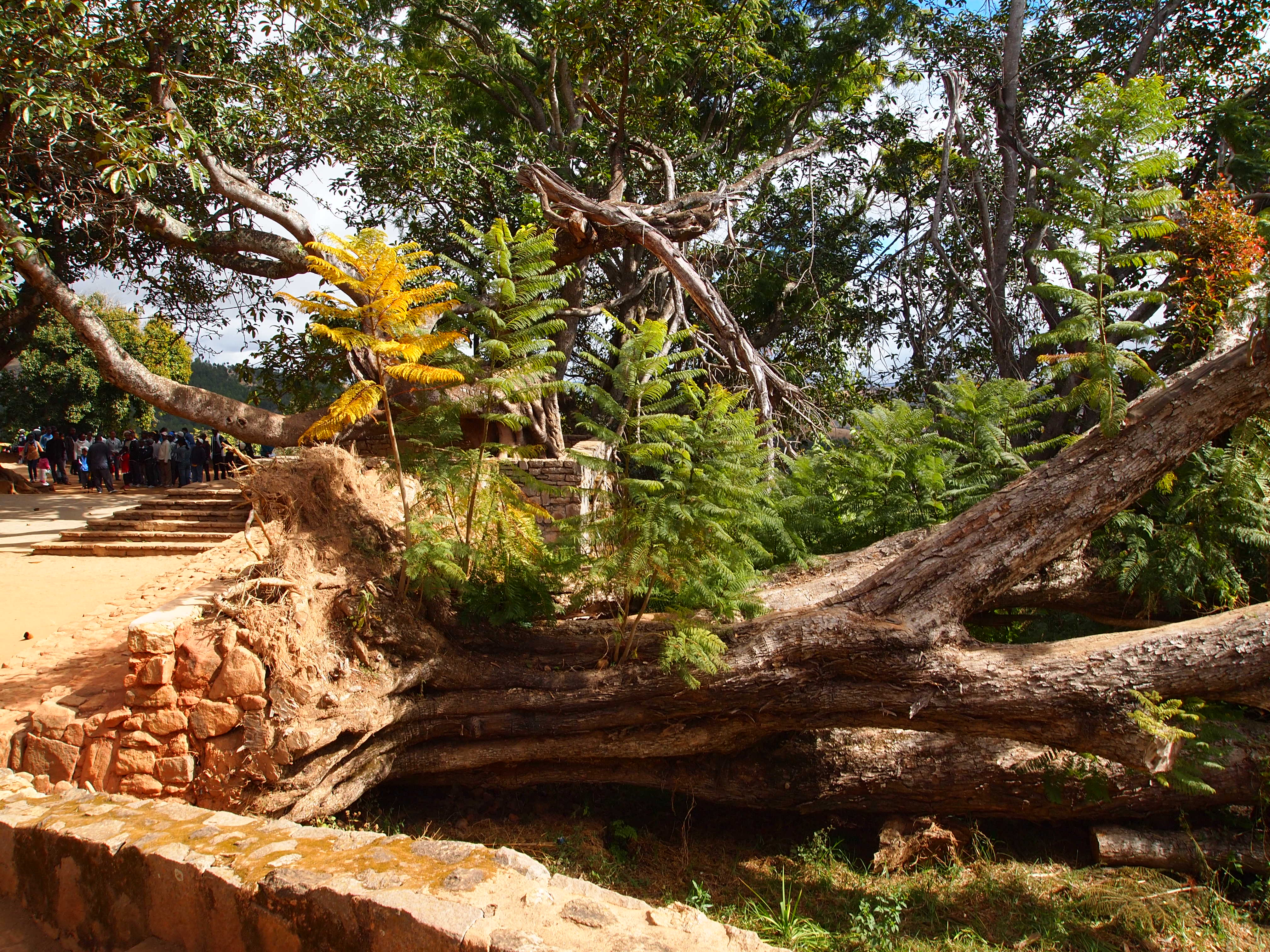
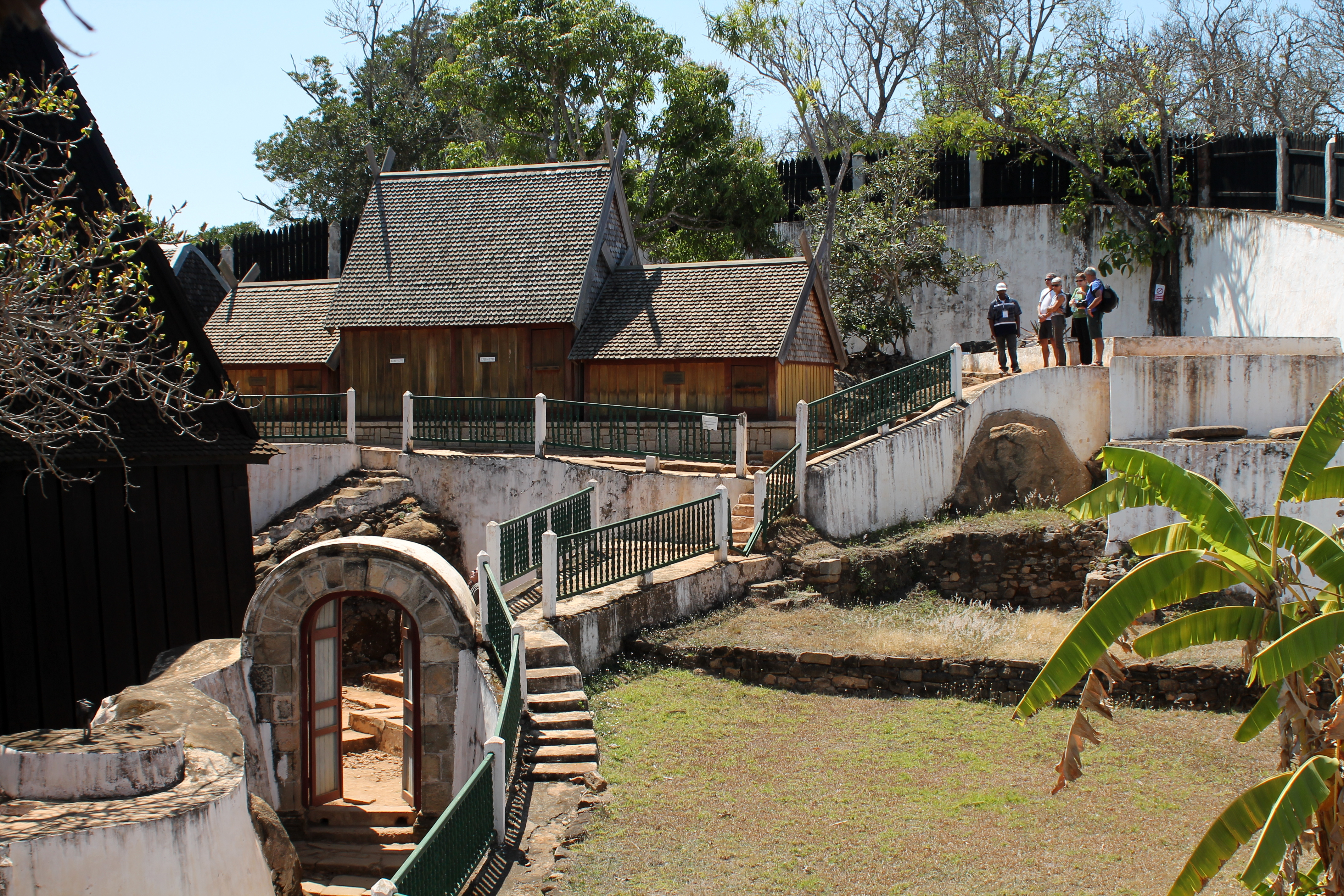
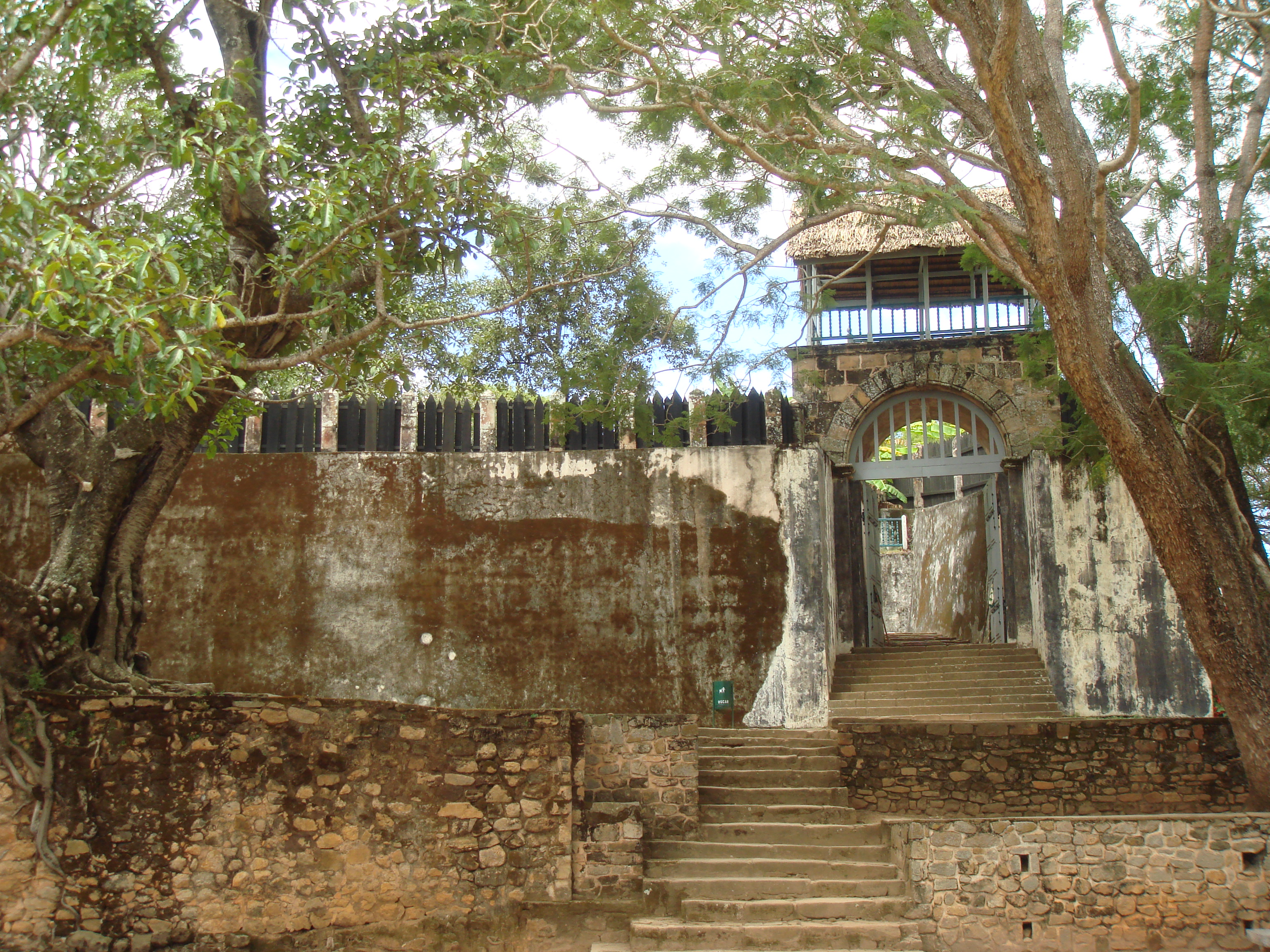
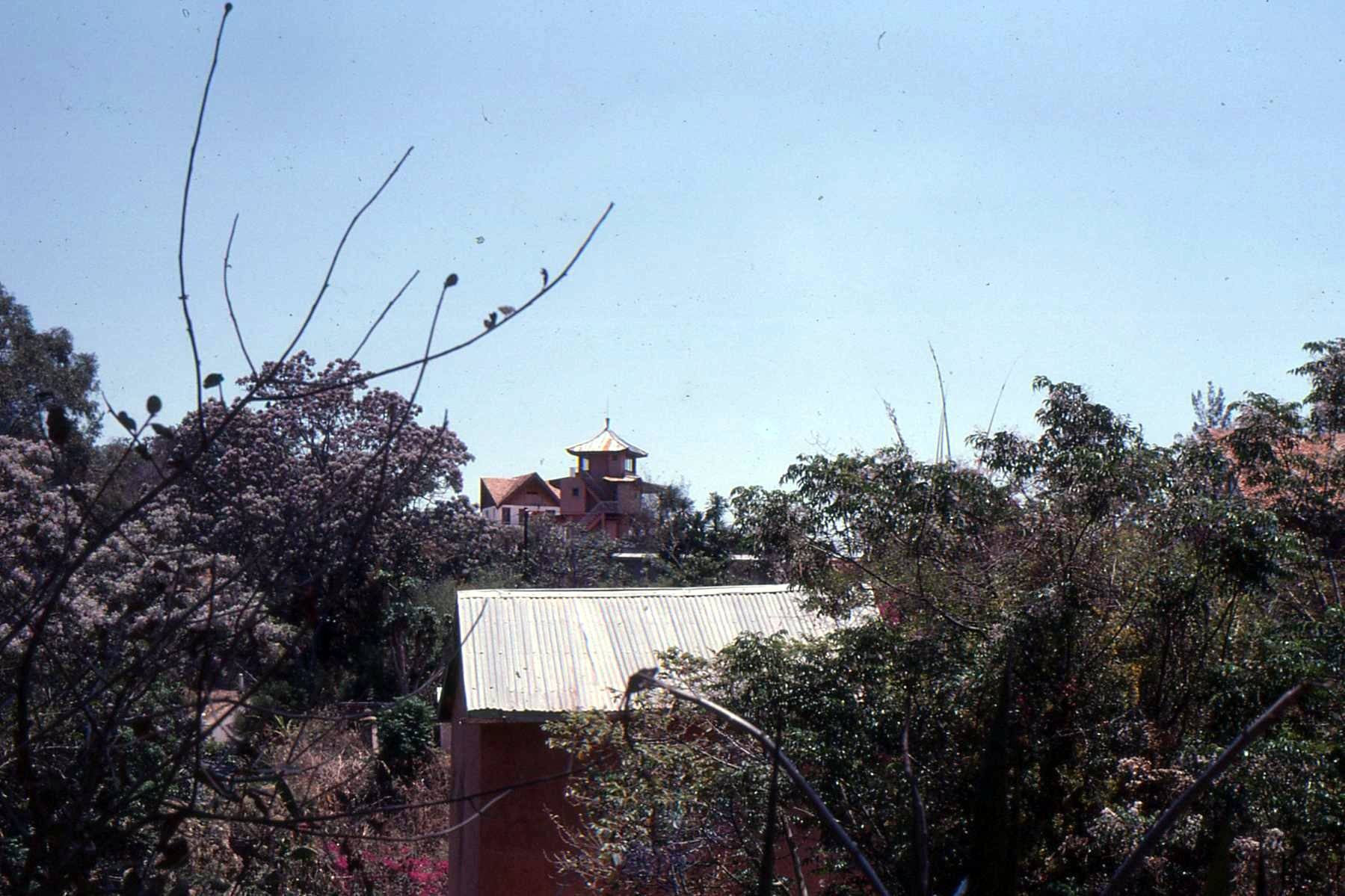
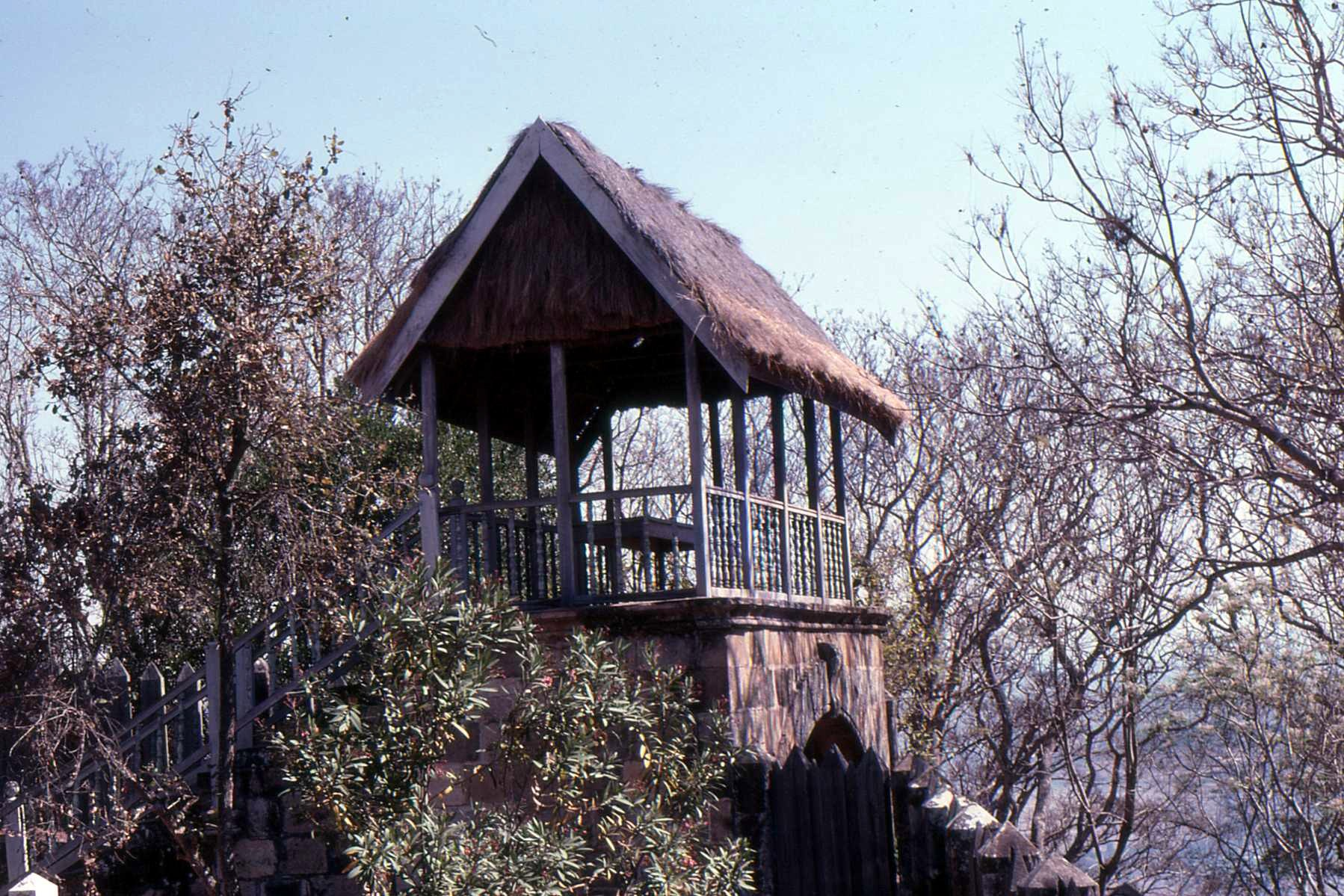
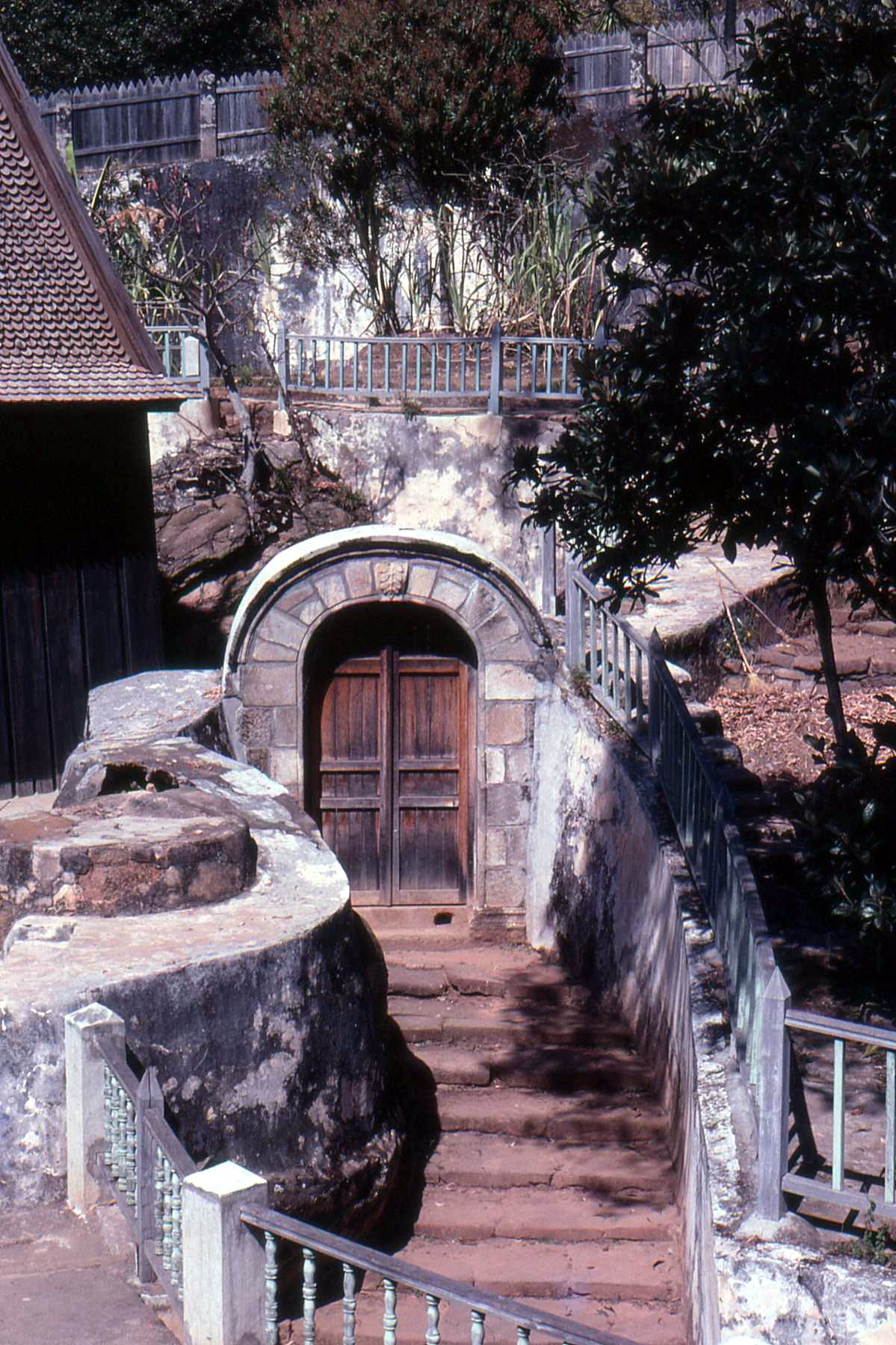

## أعلام
- رانالوفا الثالثة
- رانافالونا الأولى